# Баев, Константин Львович
Константин Львович Баев (7 (19) августа 1881, Черкаскуль, Пермская губерния — 24 марта 1953, Москва) — астроном, профессор кафедры астрономии Томского государственного университета.

## Работы
- О методе Cowell’а // Известия Русского астрономического общества. 1912;
- Жизнь миров. М., 1925; Современные теории Солнца // Известия Русского астрономического общества. 1912;
- Определение фигуры Земли из лунного неравенства // Астрономический журнал. 1933. Т. 10. Выпуск 4;
- Коперник. М., 1935 (серия ЖЗЛ);
- Обитаемы ли планеты. М., 1936;
- О влиянии сжатия Юпитера на движение V его спутника // Ученые записки физико-математического факультета МГПИ. 1938. Выпуск 2;
- Совместно с В. А. Шишаковым. Луна. М., 1940;
- Совместно с П. И. Поповым и др. Астрономия: Учебник для высших педагогических учебных заведений. 2-е издание. М.; Л., 1949;
- Создатели новой астрономии. М., 1949.

## Архивные источники
- Государственный архив Томской области (ГАТО). Ф. Р-815. Оп. 19. Д. 35; Оп. 29. Д. 16;